# Pseudagrion incisurum
Pseudagrion incisurum là một loài chuồn chuồn kim trong họ Coenagrionidae.
Pseudagrion incisurum được Lieftinck miêu tả khoa học năm 1949.